# Aphthona atrocaerulea
Aphthona atrocaerulea es una especie de  coleóptero de la familia Chrysomelidae. Fue descrita científicamente por primera vez en 1831 por Stephens.